# Wayne Wade
 (janvier 2022).
Si vous disposez d'ouvrages ou d'articles de référence ou si vous connaissez des sites web de qualité traitant du thème abordé ici, merci de compléter l'article en donnant les références utiles à sa vérifiabilité et en les liant à la section « Notes et références ».
Pour les articles homonymes, voir Wade.
Wayne Wade né en 1959 est un chanteur de reggae jamaïcain découvert par le chanteur et producteur Yabby You.

## Biographie
Né à Kingston, en Jamaïque, Wade a fréquenté le Lycée Excelsior de 1972 à 1976. Sa carrière a commencé au milieu des années 1970, en travaillant avec Yabby You, "Black Is Our Colour" (1976), qui a immédiatement rencontré le succès en Jamaïque. Son premier album, Black Is Our Color, est sorti en 1976 et est suivi de nouveaux succès avec des reprises de "Happy Go Lucky Girl" et "On The Beach" de The Paragons. Cela a été suivi par d’autres albums, Evil Woman (1978), Dancing Time et Fire Fire (1979), avant que Wade ne collabore avec Dillinger, enregistrant "Five Man Army" avec Dillinger, Al Campbell et Trinity. Il a enregistré pour Joe Gibbs, frapper le Royaume - Uni tableau de reggae en 1980 avec « après » et « Entrepreneur Natty ». En 1981, Wade a collaboré avec Linval Thompson, publiant une série de singles comprenant "Round The World", "Dis-moi ce qui se passe", "Poor and Humble" et "Down In Iran". Il a ensuite émigré aux Pays - Bas et a signé un accord avec Epic Records. Il a eu un succès en 1992 avec "Love You Too Much".
En 2011, Wade s'est produit au One Love Peace Festival à Londres avec d'autres artistes, dont Sean Paul, Busta Rhymes, Shaggy, Gyptian, Aswad, Tiers Monde, Etana, King Sounds et John Holt.
Wayne Wade a repris en version reggae, la chanson Lady, de Kenny Rogers.
Wade réside actuellement à Miami, en Floride, et continue de jouer, enregistrer et publier des disques.

## Discographie

### Singles
- Lady

### Albums
- 1975-77 - Black Is Our Colour
- 1978 - Dancing Time
- 1978 - Evil Woman
- 1979 - Fire Fire
- 1982 - Poor And Humble
- 1982 - Prophecy (Yabby You, Michael Prophet & Wayne Wade)